# Adrian Wielgat
Adrian Wielgat (ur. 10 lutego 1993 w Elblągu) – polski łyżwiarz szybki, uczestnik igrzysk olimpijskich w 2018.
Łyżwiarstwo szybkie rozpoczął uprawiać w wieku 12 lat.

## Wyniki

### Igrzyska Olimpijskie
| Igrzyska        | Konkurencja | Finał   | Finał  | Finał   |
| Igrzyska        | Konkurencja | Czas    | Strata | Miejsce |
| --------------- | ----------- | ------- | ------ | ------- |
| Pjongczang 2018 | 5000 metrów | 6:31,71 | +21,95 | 22.     |

### Mistrzostwa Świata
- Hamar 2017 – 20. miejsce

### Mistrzostwa Europy
- Kołomna 2018
  - 5000 m - 16. miejsce
  - wyścig drużynowy - 3. miejsce

### Mistrzostwa Polski

#### Mistrzostwa Polski na dystansach
- Zakopane 2012
  - 5000 m - 3. miejsce
- Warszawa 2013
  - wyścig drużynowy - 3. miejsce
- Zakopane 2014
  - wyścig drużynowy - 3. miejsce
- Warszawa 2017
  - 5000 m - 2. miejsce
  - 10000 m - 1. miejsce
- Tomaszów Mazowiecki 2018
  - 5000 m - 3. miejsce
  - 10000 m - 2. miejsce

#### Mistrzostwa Polski w wieloboju
- Tomaszów Mazowiecki 2013 – 10. miejsce
- Warszawa 2017 – 1. miejsce
- Tomaszów Mazowiecki 2018 – 2. miejsce

#### Mistrzostwa Polski w wieloboju sprinterskim
- Tomaszów Mazowiecki 2011
  - indywidualnie - 18. miejsce
  - wyścig drużynowy - 3. miejsce
- Sanok 2012
  - indywidualnie - 26. miejsce
  - wyścig drużynowy - 1. miejsce
- Sanok 2017
  - indywidualnie - 10. miejsce
  - wyścig drużynowy - 6. miejsce